# Museumboerderij

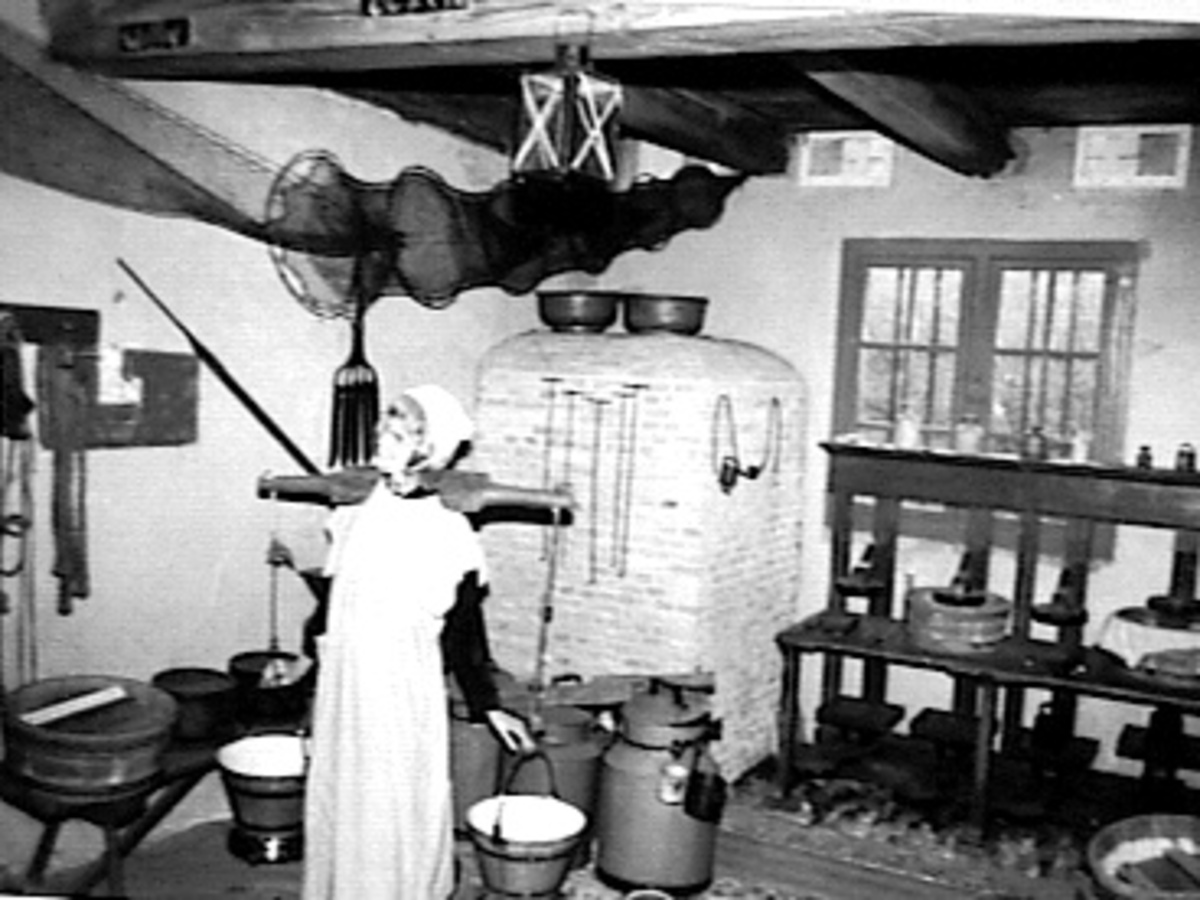
Interieur van de museumboerderij Crimpenerhof in Krimpen aan den IJssel

Een museumboerderij is een soort museum, meestal met betrekking tot het landelijk leven, gehuisvest in een boerderij. Zo kan er getoond worden hoe in de vorige eeuw het oogsten, het melken, het zaaien en het bemesten in z'n werk ging.
Ook de authentieke inrichting van het woongedeelte van zo'n boerderij is meestal te bezichtigen. 
In sommige museumboerderijen worden op gezette tijden demonstraties van oude ambachten gegeven, zoals stoelen matten, manden vlechten en klompen maken.
Er worden soms ook "modeshows" gegeven, waar in men kan zien hoe de klederdracht zich door de jaren heen veranderd heeft en welke betekenis het dragen van kledingstukken in bepaalde kleuren heeft. Aan de kleding of accessoires kon men zien of iemand in de rouw was, gehuwd of vrijgezel enzovoorts.
Er zijn vele te vinden in Nederland onder andere in Bergentheim, Giethoorn, Kampereiland, Staphorst, Schagen, Heeswijk-Dinther en Hoogwoud.